# Celastrina catius
Celastrina catius är en fjärilsart som beskrevs av Hans Fruhstorfer 1910. Celastrina catius ingår i släktet Celastrina och familjen juvelvingar. Inga underarter finns listade i Catalogue of Life.